# Zilia
Zilia es una comuna y población de Francia, en la región de Córcega, departamento de Alta Córcega.
Su población en el censo de 2019 era de 289 habitantes.

## Demografía
| Gráfica de evolución demográfica de Zilia entre 2006 y 2019 |
|                                                             |

Fuentes: INSEE.

## Políticos
Elecciones Presidential Segunda Vuelta:
| Elección | Elección | Candidato Ganador | Partido | %     |
| -------- | -------- | ----------------- | ------- | ----- |
|          | 2022     | Marine Le Pen     | RN      | 54,67 |
|          | 2017     | Emmanuel Macron   | EM      | 68,15 |
|          | 2012     | Nicolas Sarkozy   | UMP     | 63,74 |
|          | 2007     | Nicolas Sarkozy   | UMP     | 82,14 |
|          | 2002     | Jacques Chirac    | RPR     | 92,14 |